# Zhang Weili
Zhang Weili (chinês simplificado: 张伟丽; Handan, 30 de setembro de 1990) é uma lutadora de artes marciais mistas chinesa e atual campeã do peso-palha do Ultimate Fighting Championship (UFC), sendo a primeira chinesa a ser campeã da organização.

## Carreira no MMA

### Ultimate Fighting Championship
Zhang estreou na organização no UFC 227, ocorrido em 4 de agosto de 2018, contra a lutadora norte-americana Danielle Taylor. Ela venceu o combate por decisão unânime.

### Cinturão Peso Palha do UFC
Tornou-se Campeã Peso-Palha do UFC ao derrotar Jéssica Andrade no UFC Fight Night: Andrade vs. Zhang, realizado em Shenzhen no dia 31 de agosto de 2019. A lutadora chinesa venceu por nocaute técnico aos 42 segundos do primeiro assalto. Ela também ganhou o prêmio de Performance da Noite.
Sua primeira defesa de cinturão veio em 7 de março de 2020 contra a ex campeã Joanna Jędrzejczyk no UFC 248: Adesanya vs. Romero. Após 5 rounds muito intensos, Zhang venceu a luta por decisão dividida (47-48, 48-47 e 48-47). A luta rendeu a ambas lutadoras o bônus de “Luta da Noite”.

## Cartel no MMA
| Cartel no MMA   |             |            |
| 29 lutas        | 26 vitórias | 3 derrotas |
| Por nocaute     | 11          | 1          |
| Por finalização | 8           | 0          |
| Por decisão     | 7           | 2          |

| Res.    | Cartel | Oponente               | Método                               | Evento                                 | Data       | Round | Tempo | Local                    | Notas                                                                              |
| ------- | ------ | ---------------------- | ------------------------------------ | -------------------------------------- | ---------- | ----- | ----- | ------------------------ | ---------------------------------------------------------------------------------- |
| Vitória | 26-3   | Tatiana Suarez         | Decisão (unânime)                    | UFC 312: Du Plessis vs. Strickland 2   | 08/02/2025 | 5     | 5:00  | Sydney                   | Defendeu o Cinturão Peso Palha Feminino do UFC.                                    |
| Vitória | 25-3   | Yan Xiaonan            | Decisão (unânime)                    | UFC 300: Pereira vs. Hill              | 13/04/2024 | 5     | 5:00  | Las Vegas, Nevada        | Defendeu o Cinturão Peso Palha Feminino do UFC.                                    |
| Vitória | 24-3   | Amanda Lemos           | Decisão (unânime)                    | UFC 292: Sterling vs. O'Malley         | 19/08/2023 | 5     | 5:00  | Boston, Massachusetts    | Defendeu o Cinturão Peso Palha Feminino do UFC; Performance da Noite.              |
| Vitória | 23-3   | Carla Esparza          | Finalização (mata-leão em crucifixo) | UFC 281: Adesanya vs Pereira           | 12/11/2022 | 2     | 1:05  | Nova Iorque, Nova Iorque | Ganhou o Cinturão Peso Palha Feminino do UFC; Performance da Noite.                |
| Vitória | 22-3   | Joanna Jędrzejczyk     | Nocaute (soco rodado)                | UFC 275: Teixeira vs. Procházka        | 12/06/2022 | 2     | 2:28  | Kallang                  | Performance da Noite.                                                              |
| Derrota | 21-3   | Rose Namajunas         | Decisão (dividida)                   | UFC 268: Usman vs. Covington 2         | 06/11/2021 | 5     | 5:00  | Nova Iorque, Nova Iorque | Pelo Cinturão Peso Palha Feminino do UFC.                                          |
| Derrota | 21-2   | Rose Namajunas         | Nocaute (chute na cabeça e socos)    | UFC 261: Usman vs. Masvidal 2          | 24/04/2021 | 1     | 1:18  | Jacksonville, Flórida    | Perdeu o Cinturão Peso Palha Feminino do UFC.                                      |
| Vitória | 21-1   | Joanna Jędrzejczyk     | Decisão (dividida)                   | UFC 248: Adesanya vs. Romero           | 07/03/2020 | 5     | 5:00  | Las Vegas, Nevada        | Defendeu o Cinturão Peso Palha Feminino do UFC; Luta da Noite; Luta do Ano (2020). |
| Vitória | 20-1   | Jéssica Andrade        | Nocaute Técnico (joelhadas e socos)  | UFC Fight Night: Andrade vs. Zhang     | 31/08/2019 | 1     | 0:42  | Shenzhen                 | Ganhou o Cinturão Peso Palha Feminino do UFC; Performance da Noite.                |
| Vitória | 19-1   | Tecia Torres           | Decisão (unânime)                    | UFC 235: Jones vs. Smith               | 02/03/2019 | 3     | 5:00  | Las Vegas, Nevada        |                                                                                    |
| Vitória | 18-1   | Jessica Aguilar        | Finalização (chave de braço)         | UFC Fight Night: Blaydes vs. Ngannou 2 | 24/11/2018 | 1     | 3:41  | Pequim                   |                                                                                    |
| Vitória | 17-1   | Danielle Taylor        | Decisão (unânime)                    | UFC 227: Dillashaw vs. Garbrandt II    | 04/08/2018 | 3     | 5:00  | Los Angeles, Califórnia  | Estreia no UFC.                                                                    |
| Vitória | 16-1   | Bianca Sattelmayer     | Finalização (chave de braço)         | Kunlun Fight MMA 15                    | 03/10/2017 | 1     | 3:29  | Seul                     | Peso casado (119 lbs).                                                             |
| Vitória | 15-1   | Marilia Santos         | Nocaute Técnico (cotoveladas)        | Kunlun Fight MMA 14                    | 28/08/2017 | 2     | 3:20  | Yantai                   | Defendeu o Cinturão Peso Palha do KLF.                                             |
| Vitória | 14-1   | Ye-dam Seo             | Nocaute Técnico (cotovelada e socos) | Top FC 15                              | 22/07/2017 | 2     | 1:35  | Seul                     | Ganhou o Cinturão Peso Palha do Top FC.                                            |
| Vitória | 13-1   | Aline Sattelmayer      | Decisão (unânime)                    | Kunlun Fight MMA 12                    | 01/06/2017 | 3     | 5:00  | Yantai                   | Defendeu o Cinturão Peso Palha do KLF.                                             |
| Vitória | 12-1   | Simone Duarte          | Nocaute Técnico (socos)              | Kunlun Fight MMA 11                    | 25/05/2017 | 1     | 2:29  | Jining                   | Ganhou o Cinturão Peso Palha do KLF.                                               |
| Vitória | 11-1   | Nayara Hemily          | Finalização (guilhotina)             | Kunlun Fight MMA 9                     | 25/02/2017 | 1     | 0:41  | Sanya                    |                                                                                    |
| Vitória | 10-1   | Veronica Grenno        | Nocaute Técnico (joelhadas)          | Kunlun Fight MMA 8                     | 02/01/2017 | 1     | 1:50  | Sanya                    |                                                                                    |
| Vitória | 9-1    | Karla Benitez          | Nocaute (soco)                       | Kunlun Fight MMA 7                     | 15/12/2016 | 1     | 2:15  | Pequim                   |                                                                                    |
| Vitória | 8-1    | Maira Mazar            | Finalização (mata-leão)              | Kunlun Fight 53                        | 24/09/2016 | 1     | 4:11  | Pequim                   |                                                                                    |
| Vitória | 7-1    | Emi Fujino             | Nocaute Técnico (interrupção médica) | Kunlun Fight 49                        | 07/08/2016 | 2     | 2:51  | Tóquio                   |                                                                                    |
| Vitória | 6-1    | Liliya Kazak           | Nocaute (chute na cabeça)            | Kunlun Fight 47                        | 10/07/2016 | 2     | 4:13  | Nanjing                  |                                                                                    |
| Vitória | 5-1    | Alice Ardelean         | Finalização (mata-leão)              | Top FC 11                              | 22/05/2016 | 2     | 4:41  | Seul                     |                                                                                    |
| Vitória | 4-1    | Svetlana Gotsyk        | Nocaute Técnico (socos)              | Kunlun Fight 38                        | 21/02/2016 | 2     | 2:29  | Pattaya                  | Estreia no peso palha.                                                             |
| Vitória | 3-1    | Samantha Jean-Francois | Nocaute Técnico (socos)              | Kunlun Fight 35                        | 19/12/2015 | 1     | 3:37  | Luoyang                  |                                                                                    |
| Vitória | 2-1    | Mei Huang              | Finalização (mata-leão)              | Chinese Kung Fu Championships          | 27/10/2014 | 1     | 0:40  | China                    | Peso casado (132 lbs).                                                             |
| Vitória | 1-1    | Shuxia Wu              | Finalização (chave de braço)         | Chinese Kung Fu Championships          | 17/04/2014 | 1     | 1:56  | China                    | Peso casado (132 lbs).                                                             |
| Derrota | 0-1    | Meng Bo                | Decisão (unânime)                    | China MMA League                       | 09/11/2013 | 2     | 5:00  | Xuchang                  |                                                                                    |